# Hangelösa församling
Hangelösa församling var en församling i Skara stift och i Götene kommun. Församlingen uppgick 2002 i Källby församling. 

## Administrativ historik
Församlingen har medeltida ursprung.
Församlingen var till 2002 annexförsamling i pastoratet Källby, Broby, Skeby och Hangelösa. Församlingen uppgick 2002 i Källby församling

## Kyrkor
- Hangelösa kyrka